# آفتاب‌پرست بلوچی
آفتاب‌پرست بلوچی، آفتاب‌پرست دانه کرکی (نام علمی: Heliotropium dasycarpum Ledeb.var. dasycarpum) نام یک گونه از سردهٔ آفتاب‌پرست است. سردهٔ آفتاب‌پرست در ایران ۴۷ گونهٔ علفی یک ساله و چند ساله دارد که در سراسر ایران پراکنده‌اند. آفتاب‌پرست بلوچی یکی از ۴۷ گونهٔ موجود در ایران است.